# Mats Sköld
Mats Ingvar Sköld, född Karlsson 20 januari 1963 i Nyköping, Sverige, är en volleybollspelare och -tränare. Han spelade 260 landskamper med landslaget och har även varit förbundskapten för Sveriges damlandslag i volleyboll. 
Sköld var med i laget som tog silver vid  EM 1989 och deltog vid OS 1988. Han tog flera SM-guld som spelare med Sollentuna SK och tränade även klubbens damlag till SM-guld.